# 金道昶
金 道昶（キム・ドチャン、朝鮮語: 김도창、1922年11月19日 - 2005年7月17日）は、大韓民国の官僚、政治家、法学者、弁護士。保健社会部次官、文教部次官、第10代法制処長、第9代韓国国会議員。
本貫は義城金氏。字は一汝（イリョ、일여）、号は牧村（モクチョン、목촌）。

## 経歴
日本統治時代の慶尚北道安東郡またはソウル市東大門区出身。春川中学校、早稲田大学第一高等学院、中央大学予科卒。中央大学法学部3年中退し、学徒出陣を経て日本陸軍少尉。1947年ソウル大学校法科大学卒、その後同大学院修了（法学博士）。1958年ジョージ・ワシントン大学、ジョージタウン大学修学。1948年に法制処法制調査局第3課勤務、1949年に法制調査局事務官、同年ソウル大学校法科大学助教、1950年に第1回高等考試司法科合格・弁護士実務修習、1952年に法制処第3局書記官・弘益大学講師・ソウル法大講師・成均館大学校助教授、1955年に法制処第1局法制官、1960年に国務院事務処法制局長、1961年にソウル大学校法科大学教授、1962年に憲法審議委員会専門委員・ソウル大司法大学院学生課長・ソウル大大学院教授、1966年に保健社会部次官、1970年に文教部次官、1971年にソウル大法大講師・弁護士、1972年に韓国行政科学研究所理事長、1973年に行政委非常任委員、1976年に維新政友会所属の国会議員、1979年に第10代法制処長（1979年12月14日～1980年5月21日）を歴任したほか、憲法審議委員会幹事長、中央選挙管理委員会委員、行政改革委員、国際キビタンクラブ韓国地区総裁、韓国公法学会会長、司法研修院運営委員会委員長、国際交流財団理事、日本公法学会名誉会員を務めた。